# 오요시촌
오요시촌(大吉村)은 오카야마현 아이다군에 있던 촌이다. 1900년 3월 31일까지 요시노군에 속했다.

## 역사
- 1889년 6월 1일 - 정촌제 시행에 수반해 요시노군 오요시촌이 발족하였다.
- 1900년 4월 1일 - 요시노군과 합병해 아이다군이 되었다.
- 1954년 3월 25일 - 오노촌, 사노모촌과 합병해 새로운 오하라정 (2대)이 발족하였다.

## 참고문헌
- 和泉橋警察署 『新旧対照市町村一覧』第2冊（東京：加藤孫次郎, 1889（明22））
- 地名編纂委員会 『角川日本地名大辞典33 岡山県』（角川学芸出版, 1989, ISBN 4040013301）